# 茉莉花革命
茉莉花革命（阿拉伯语：‎），指發生於2010年末至2011年初的北非突尼西亞反政府示威導致政權倒台的事件，因茉莉花是其國花而得名。2010年12月17日，一名26歲青年穆罕默德·布瓦吉吉（‎，Mohamed Bouazizi）自焚，觸發境内大规模街頭示威游行及争取民主活動。事件導致時任總統本·阿里政權倒台，成為阿拉伯國家中第一場因人民起義導致推翻現政權的革命。
如此大規模的反政府示威在突尼西亞歷史中非常罕見。事件發生前，各界普遍認為突尼西亞相對鄰近國家是較富裕和穩定的。
這次反政府示威被一些西方媒體稱為「西迪布吉德起義」（‎） 及「尊嚴革命」（‎）。另有人認為一些新媒體將當地情況傳播至各地，有助於推翻本·阿里的政權，因此又稱作「Twitter革命」 或「WikiLeaks革命」。
茉莉花革命對北部非洲及中东產生了極大的影響，其示威抗議的模式亦受一些國家的民眾所效法（如阿爾及利亞、埃及等），导致反政府示威浪潮在一个月内席卷整个北部非洲与中東地區。突尼西亞此後成立過渡政府，並成為阿拉伯之春中，唯一達成和平過渡完成民主轉型的國家。

## 背景與起因

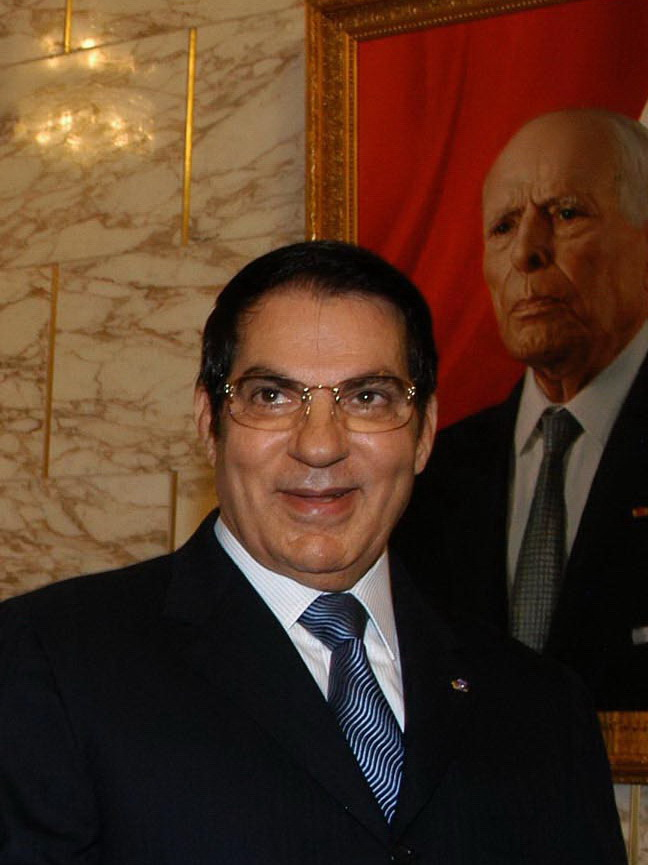
本·阿里

本·阿里于1987年發動同樣稱作「茉莉花革命」的不流血政變推翻時任总统哈比卜·布尔吉巴而上臺，此后他在1994年、1999年、2004年和2009年四次连任突尼斯总统。 從1987年起的大約20年間，國內生產總值每年平均以接近5%的速度增長。然而2008年的金融海嘯導致旅遊業走下坡，失業率上升。 在2010年的調查報告指出，突尼西亞的經濟增長率為3.8％，但失業率達14％，其中又有30％是年輕人，另有報導指青年失業率可能高達52%。
此外，通貨膨脹、政治腐敗、言論缺乏自由 及生活條件不佳也是造成此事件的主要原因之一。还有研究表明，小麦生产和消费方面均居世界首位的中国在2010年遭遇严重干旱，导致小麦歉收而不得不依赖进口，引发小麦价格暴涨。而埃及是世界最大小麦进口国，粮食价格的暴涨也是引发人们走上街头的诱因之一。
除了上述的民生問題之外，還有一些原因來自於網際網路。2010年12月，維基解密揭露2009年6月的美國外交電文，內容為引述當時美國駐突尼斯大使Robert Godec的報告，指出指突尼斯是「警察國家」，本·阿里家族及其兄弟手足與掌管該國經濟的一名黑道份子勾結，並指第一夫人勒伊拉澤魯·本·阿里（ليلى بن علي，Lelia Ben Ali）靠興建貴族學校賺取利益。揭露外交電文後加深了民眾對於政府不滿的情緒，而這起揭露事件也成為騷亂爆發的重要導火線之一。

### 穆罕默德·布瓦吉吉自焚
整起事件起因是發生在该国南部城市西迪布吉德，一位26岁青年穆罕默德·布瓦吉吉拉著一部攤車在街上販賣蔬菜水果，但因為沒有申請擺攤執照而被警察部门沒收攤車。不久之後，他因為抗議警察執法而于2010年12月17日自焚，導致一連串反政府的示威抗議正式開始並逐漸擴散至全國。
2011年1月4日，因為自焚而送去醫院急救的穆罕默德·布瓦吉吉不治身亡。

## 早期的示威抗議

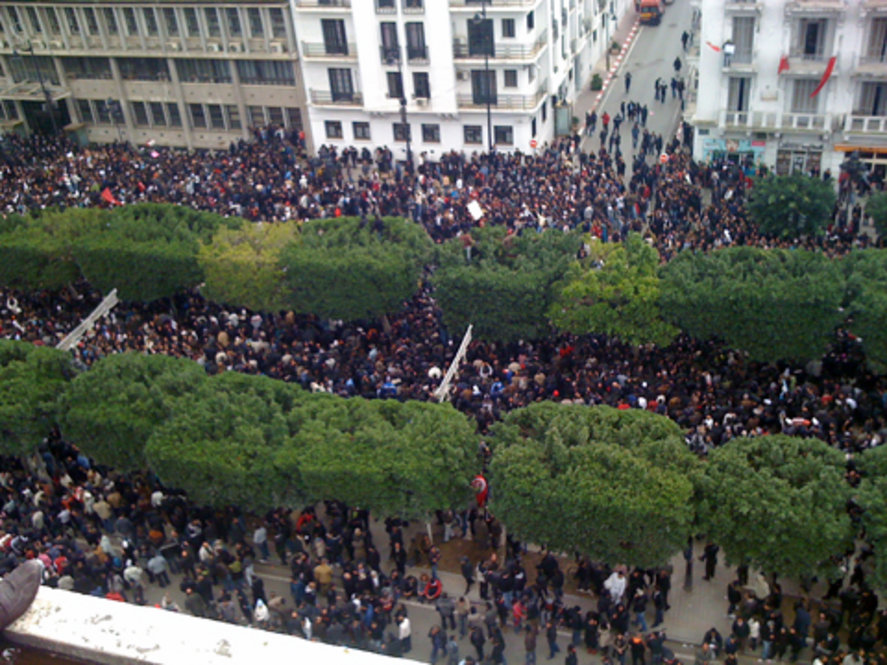
不少民眾擁進首都突尼斯市的街道進行示威抗議

布瓦吉吉自焚之後，數百名年輕的抗議者在西迪布吉德進行示威，並聚集在市府大樓前。警察則使用催淚瓦斯進行驅趕，而社交網站Facebook及YouTube上已經有人將警察與示威民眾發生衝突的影片上傳。12月19日，當局已經調來更多警察在西迪布吉德街頭維持秩序。
12月22日，一位名叫拉漢森·納吉的抗議者表示自己受夠了「飢餓和失業」，於是爬上電塔並使自己觸電。

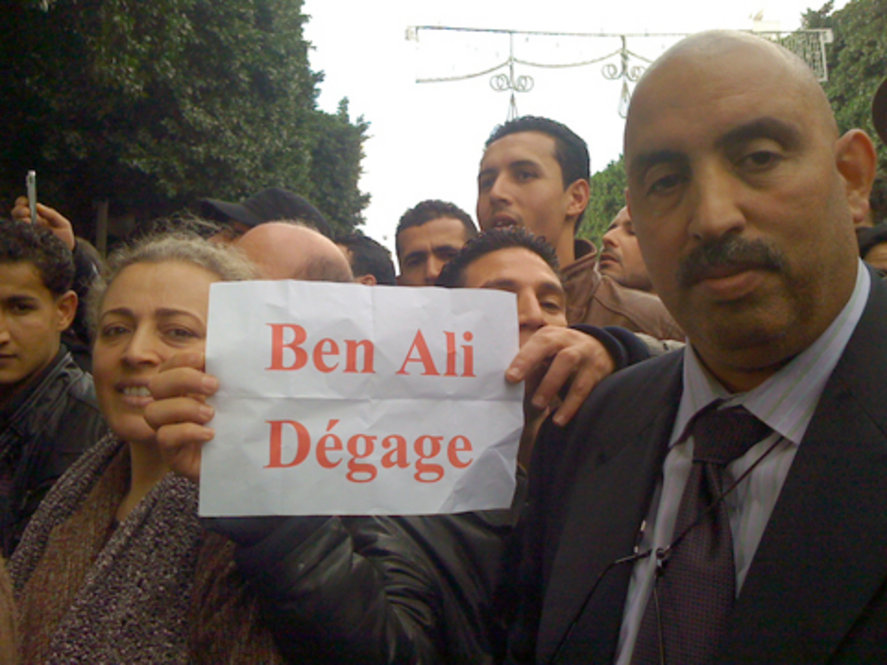
民眾拿著寫有法語「本·阿里滾出去」（Ben Ali dégage〔Ben Ali, get out〕）的紙在街上抗議

抗議活動隨著時間逐漸擴大。12月27日的抗議活動已經蔓延到首都市，並且有1000名市民聲援且加入示威抗議的行列。此外，苏塞、斯法克斯和麥克奈斯也有大規模騷亂抗議的事件傳出。
12月28日，時任總統本·阿里在一次的全國電視直播上表示，那些走上街頭示威抗議的群眾是「極端分子和僱傭軍」，並警告他們將會受到「嚴重的懲罰」。他還批評部分外國電視頻道廣播「在沒有核查的基礎上做出虛假的指控，以扭曲的觀點鄙視突尼西亞」。不過他的言論並沒有使抗議活動停止，群眾依舊在街上進行示威抗議活動。
12月29日，本·阿里開除時任通訊部長Oussama Romdhani，同時也向業界宣布將對手工藝品、宗教事務、通訊系統及青年投資創業等做出改變。隔天，他還解僱西迪布吉德省、堅杜拜省和宰格萬省的省長。

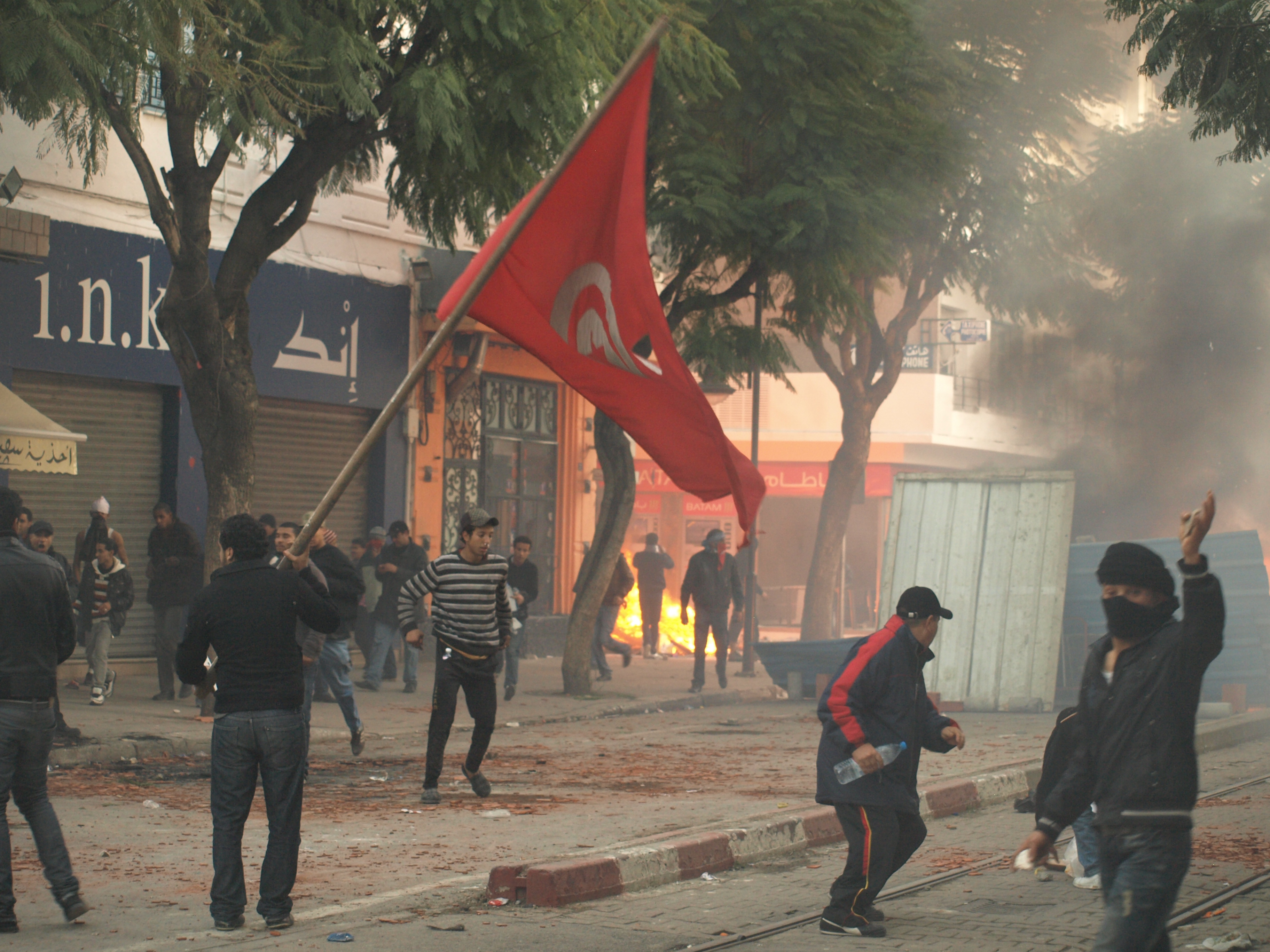
示威民眾在街頭焚燒障礙物以阻止警方繼續前進

2011年1月3日，約有250名學生來到西迪布吉德的一座清真寺附近示威、放火燒輪胎以及攻擊憲政民主聯盟的辦公室，而警察則使用催淚瓦斯進行驅趕。
群眾除了要求本·阿里和其他官員下台外，希望政府能取消網路審查也是示威抗議的訴求之一。在示威抗議的同時已經有不少媒體的圖像被播出。此外，突尼西亞政府還涉嫌進行網路釣魚，控制網站用戶的密碼和批評言論。同時國有及非國有的網站也遭到駭客攻擊。
1月6日共有8000名律師參與了罷工，也就是約有95％的突尼西亞籍律師走上街頭抗議。隔天，部分教師也加入罷工的行列。
1月11日，為了抵抗軍警鎮壓，有不少工人在首都突尼斯市洗劫建築物、焚燒輪胎及燒毀一輛公共汽車和兩輛汽車。示威者高喊：「我們不害怕，我們都不怕，我們怕的只有上帝。」軍事人員也已經佈署在全國各個城市。

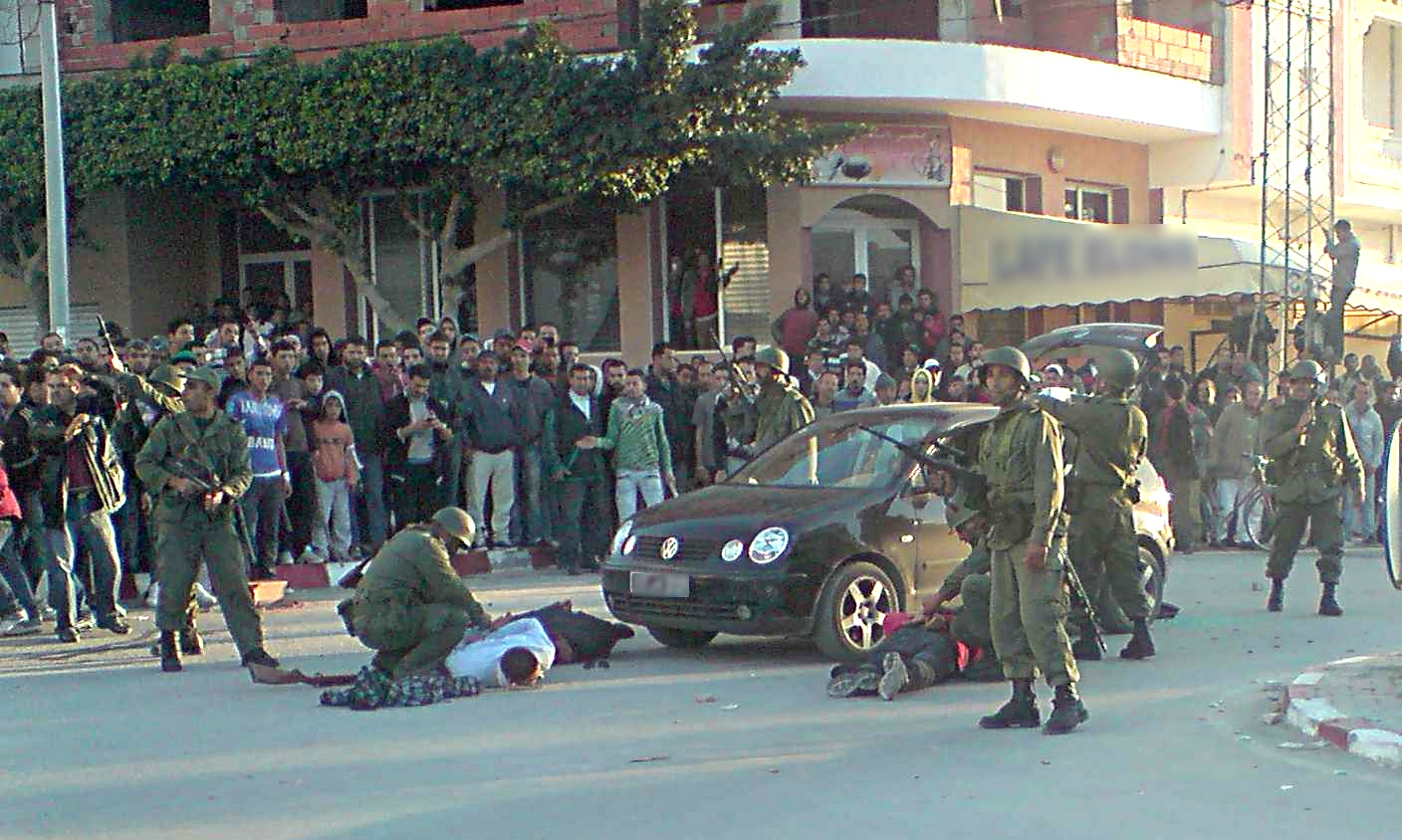
國家憲兵正在逮捕涉及騷亂的民眾

由于社会示威游行活动持续，1月10日政府宣布無限期關閉境內所有學校和大學，而突尼西亞首都突尼斯市及周边地区于1月12日晚开始实行宵禁并部署了军队。当天突尼西亞总理穆罕默德·加努希还宣布，该国内政部长拉菲克·贝勒哈吉·卡西姆已被解除职务，所有示威游行活动中的被捕人员也已被释放。
1月14日，一名歐洲新聞圖片社的記者盧卡斯·多雷卡（Lucas Dolega）被突尼西亞警方以近距離拿催淚瓦斯罐擊中頭部，並在兩天後宣告死亡。
本·阿里在流亡前曾經表示並不會修改憲法，因為年齡的關係，他之前就已經承諾在2014年下台。

## 本·阿里下台與臨時政府
2011年1月14日，总统本·阿里采取一系列措施后于当晚离开突尼斯，出走沙烏地阿拉伯，結束他長達23年的執政。突尼斯总理穆罕默德·加努希随即发表声明，宣布根据宪法接管总统职权并在国会众、参两院议长的监督下宣誓代行总统职权。但是对于总理出任临时总统，突尼斯有人质疑它的合法性，认为应该按照宪法规定由众议长代理总统。按照突尼斯宪法第56条规定，如果总统离开国家或暂时不能履行职权时，应通过委托书形式授权总理代行总统职权。而第56条规定如果总统“彻底不能履行职责”时，应由众议长代行总统职权。于是次日上午突尼斯宪法委员会召开紧急会议，认为加努希总理继任共和国总统违反宪法，认定突尼斯共和国的总统职位“处于永久性空缺状态”，应由众议长——福阿德·迈巴扎代行总统职权，并最迟在60天之内举行大选。因此福阿德·迈巴扎就任突尼斯代理总统，加努希於翌日宣佈組織內閣。
在本·阿里逃往沙烏地阿拉伯之後，他的亲戚也紛紛準備要逃離突尼西亞，以免受到騷亂事件影響。5名本·阿里的親戚在14日試圖在突尼斯航空一班前往法國里昂的客機等待起飞许可时追加座位並登機，37歲的機長默哈迈德·本·凯利拒絕追加乘客的要求並逕自驾机起飞。本·凯利也因為此事件而被突尼斯人民稱讚為“真英雄”。

### 成立臨時政府
加努希於17日宣布，將有12名新閣員上任，其中有憲政民主聯盟執政時期的三個反對黨的主席（民主和自由論壇黨的穆斯塔法·本·賈法、Ettajdid運動的艾哈邁德·易卜拉欣及突尼西亞民主進步黨的納吉·艾哈邁德·沙比）、三名突尼西亞總工會（UGTT）的代表及其他民間代表（包括著名部落格作者斯利姆·阿曼蒙）。但臨時政府成立1天後，3名加入臨時政府的總工會成員和穆斯塔法·本·賈法宣布退出並表示「不信任」臨時政府，他們認為部分憲政民主聯盟在本·阿里時期的官員仍是臨時政府的成員之一。
2011年1月20日，新政府在其第一次會議中宣布，所有被取締的政黨都將被合法化，並將釋放所有政治犯。

## 反憲政民主聯盟和臨時政府的示威

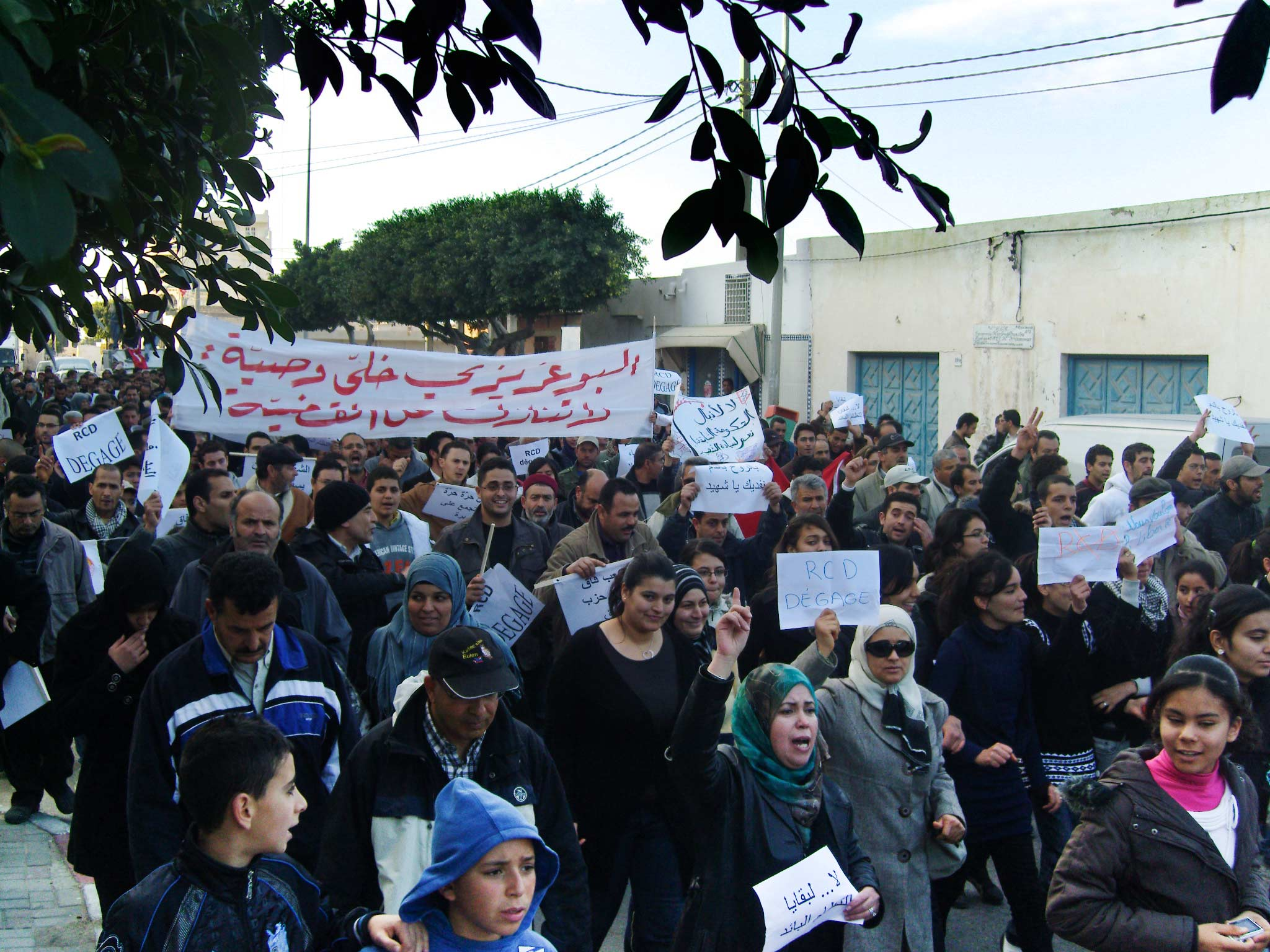
示威者拿著要求憲政民主聯盟解散的紙和布條在街上抗議

雖然總統出走，但全國各地暴力事件仍然未平息，甚至位於首都的主要火車站也被燒毀，而軍隊已經部署在全國各地。突尼斯政府於2011年1月16日拘捕了倒台的總統阿里的保安首長塞里亞迪將軍及總統侍衛，他被指挑起近日的暴亂，另外亦大舉搜捕本·阿里的家族成員。其中本·阿里妻子的姪子伊麥德·傳博勒斯被砍了一刀後送醫不治，成為本·阿里家族中首位受害者。

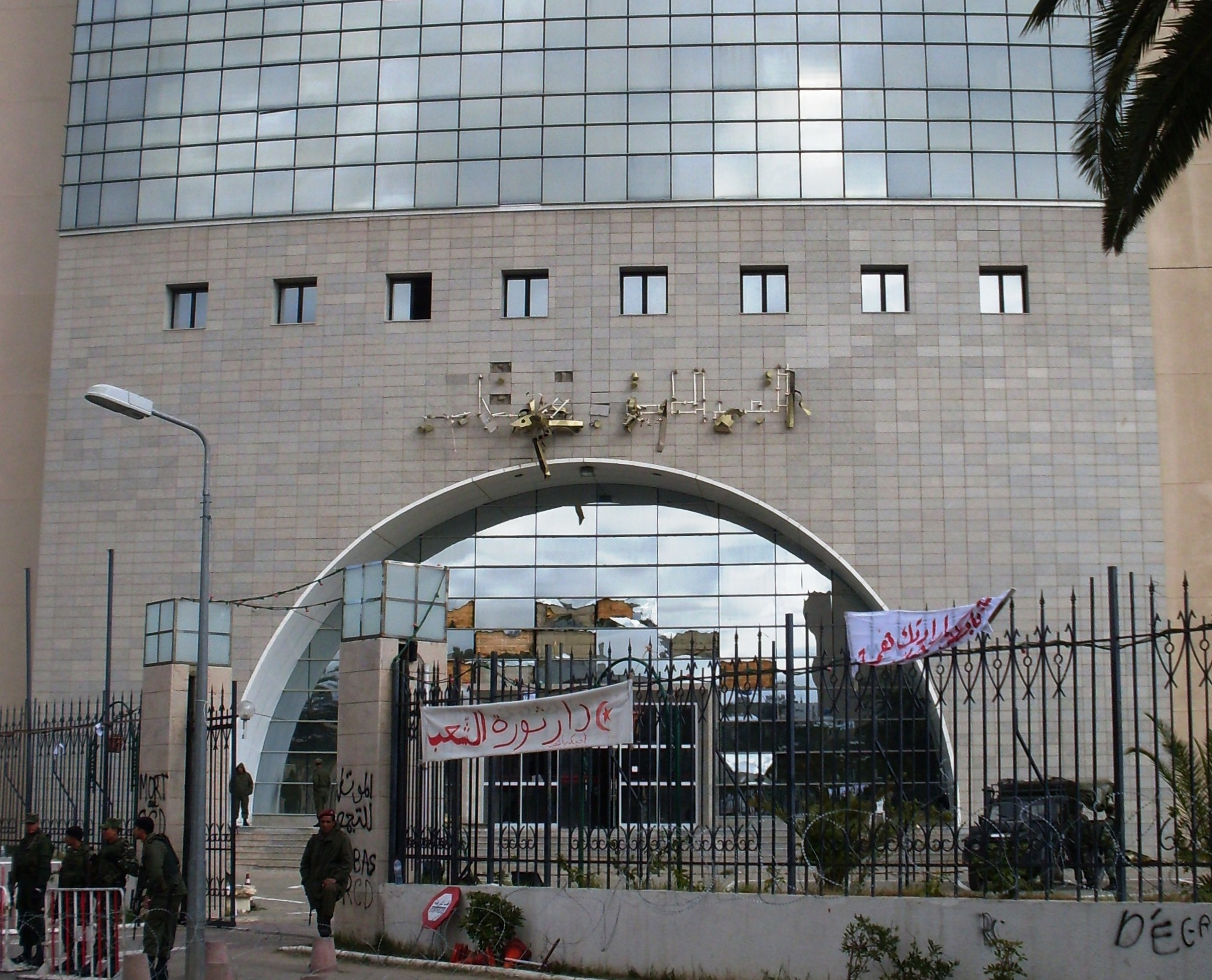
憲政民主聯盟總部遭到抗議民眾破壞

1月18日，數百名反對憲政民主聯盟的民眾在斯法克斯、加貝斯、比塞大、苏塞及莫纳斯提尔進行示威抗議。隔天抗議依然持續著，而示威者表示，他們希望本·阿里的「前盟友」不應該繼續留在政府。儘管宵禁依舊持續，但數百名示威者仍在內政部前靜坐，並要求憲政民主聯盟解散。
1月20日，為了避免騷亂持續擴大，所有跟本·阿里同屬於憲政民主聯盟的官員宣布全體退黨。雖然官員退出了憲政民主聯盟，但隔天卻還是有數千名示威者在內政部前抗議。同日，時年66歲的突尼斯驻日本大使努尔丁·哈谢德（Noureddine Hached）以“支持突尼斯国民与（在抗议游行中死亡的）殉教者”为由辞职，以此表示他对“茉莉花革命”的支持。哈谢德准备于近期回国。

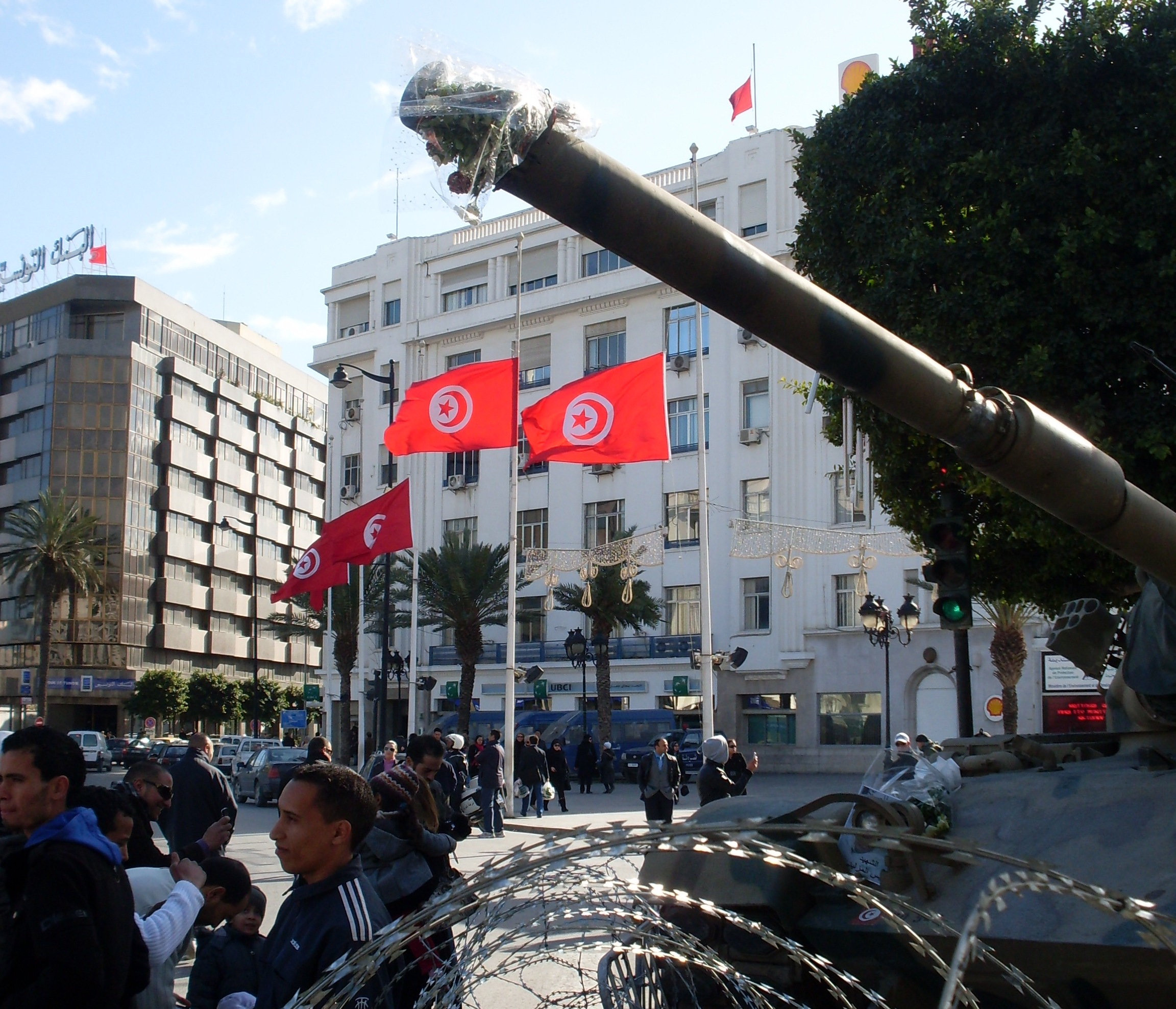
坦克駐守在市區以便維持秩序

1月22日下午加努希發表承諾，透明且自由的選舉將在6個月內舉行，另外宣佈在大選後將退出政壇。
1月23日，上千名警察在突尼斯展開街頭示威，主要原因是不滿薪資過少，以及認為不應該讓他們冒著生命危險到前線進行騷亂的鎮壓。1月25日，示威者持續違抗宵禁命令，在街頭示威抗議。
1月26日，國際刑警組織對本·阿里及他的6名親友發布國際通緝令。

### 內閣改組

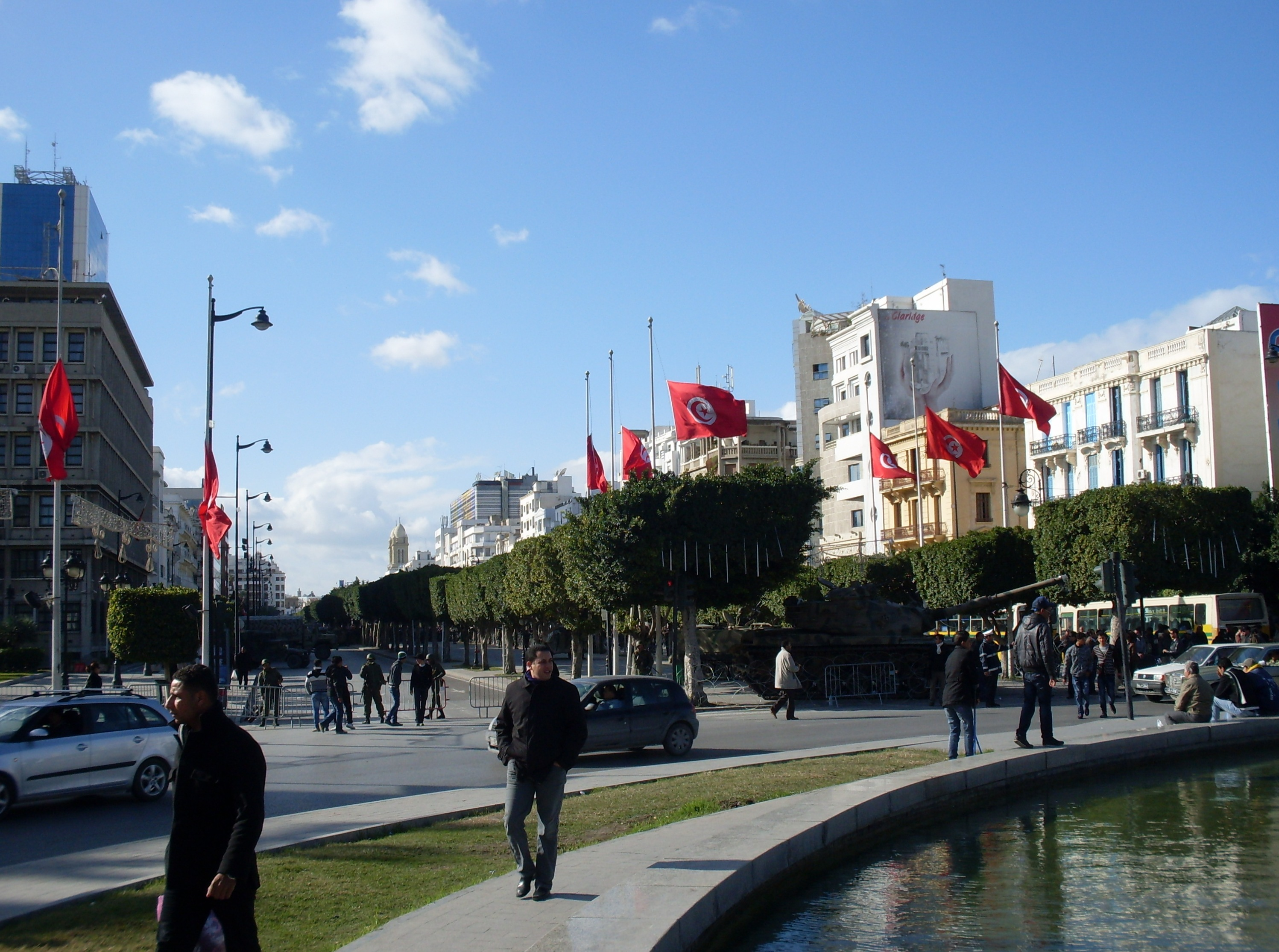
突尼西亞在革命期間全國普遍降半旗

1月27日，總理加努希宣佈，6名曾經隸屬憲政民主聯盟的官員退出臨時政府。其中還包括國防部部長、外交部長、財政部長和內政部長，而此舉被認為是臨時政府在示威者的壓力下所做出的讓步。此外，突尼西亞總工會（UGTT）已經對於這個做法表示支持。律師Farhat Rajhi成為新任內政部長，已退休的職業外交官Ahmed Ounaies成為新任外交部長，住在法國的經濟學家Elyes Jouini則成為新任經濟部長。

### 反加努希的示威
截至2011年1月28日，已經有數百名示威抗議者在總理穆罕默德·加努希的臨時政府辦公室抗議。一名參與示威抗議的學生說：「我們不會離開這裡，直到加努希給我們一個全新的政府。」 另一名示威者表示：「新的陣容（政府）就像一個劇場。舊政權的符號依然留著，比如說像加努希。他為什麼留下來？我們數百萬人中，肯定有人能代替他。」
2月2日，前內政部長拉菲克·贝勒哈吉·卡西姆被他的繼任者逮捕，同時被指責與本·阿里試圖推翻國家。
2月3日，突尼西亞當局為了順應民意，將所有24個地區的省長給撤換掉。
2月4日，西迪布吉德再度傳出大規模衝突事件，並造成兩名示威者死亡。上百人在當地的各個派出所丟擲石塊，當地醫院的醫護人員亦表示，他們發現疑似是受害者的焦屍。隔天，一名示威者卡夫呼籲當地警察局長Khaled Ghazouani停止他的權力濫用並下台。示威者也持續在街上丟擲石塊和燃燒彈，以及焚毀兩輛小型汽車，其中一輛是警車。警方在第一時間使用催淚瓦斯進行鎮壓，然後向示威者開槍，造成兩人當場死亡、兩人送醫後不治身亡，還有15個人被打傷。西迪布宰德的省長Mohamed Najib Tlijali呼籲各方保持冷靜，並將警察局長逮捕。

### 臨時政府的回應與行動
2月6日，憲政民主聯盟遭到內政部取締，被勒令暫停任何活動。
2月7日，突尼西亞國防部徵召已退伍的士兵加入軍隊來遏止持續的動亂，且只要是5年內退役的士兵都被強制徵召。另外，臨時過渡政府還打算採取一項給予代理總統緊急權力的法案，允許總統可以不理會憲政民主聯盟所主導的議會。
2月8日，突尼西亞總工會與臨時政府達成有關提名新省長的協議。
一項關於授予突尼西亞代理總統福阿德·迈巴扎緊急權力的法案在2月9日獲得通過。邁巴扎表示，關於各方一些事務的禁止將在近期合法化。該法案還允許邁巴扎可在不經議會的同意下簽屬國際人權的條約，如《聯合國防止強制失蹤條約》、《國際刑事法院羅馬規約》等多項條約。
由於持續不斷的抗議示威導致不少民眾的死傷，時任突尼斯總理穆罕默德·加努希於2011年2月27日宣布辭職，並由律師兼政治家的贝吉·凯德·埃塞卜西接任。
3月7日，臨時政府宣布解散祕密警察。3月9日，憲政民主聯盟被突尼西亞法院勒令解散，但黨中央表示仍會繼續上訴。
2011年4月14日，突尼西亞法院宣布，因是次革命而流亡的前總統本·阿里將面臨18項罪名，包括蓄意殺人和販毒。他的家人和前內閣成員也會面臨相關刑責。
2011年10月24日，举行了突尼斯革命后的首次选举——突尼斯制宪议会选举，革命前被視為違法的伊斯蘭復興運動黨赢得了41%的选票，获得了217个议席中的89席，成为议会第一大党，开始主导突尼斯的政治，成為執政黨。

## 國際間的反應
- 阿拉伯国家联盟秘書長穆薩警告，突尼西亞的茉莉花革命將讓所有阿拉伯國家陷入一波大騷動，並要求各國人民和領導人都能夠有所克制[96]。
- 歐盟外交和安全政策高級代表凱瑟琳·艾希頓說：「支持和承認突尼斯人民和他們的民主訴求，應通過和平方式實現”敦促“所有各方表現出克制，保持冷靜，以避免進一步的人員傷亡和暴力。」歐盟還表示「願意幫助找到持久的民主辦法來解決目前的危機。」[97]
- 联合国秘书长潘基文指出：「政治局勢發展迅速，必須盡一切努力使所有有關各方通過對話和建立和平解決問題，防止損失、暴力進一步的擴張和升級。」[97]

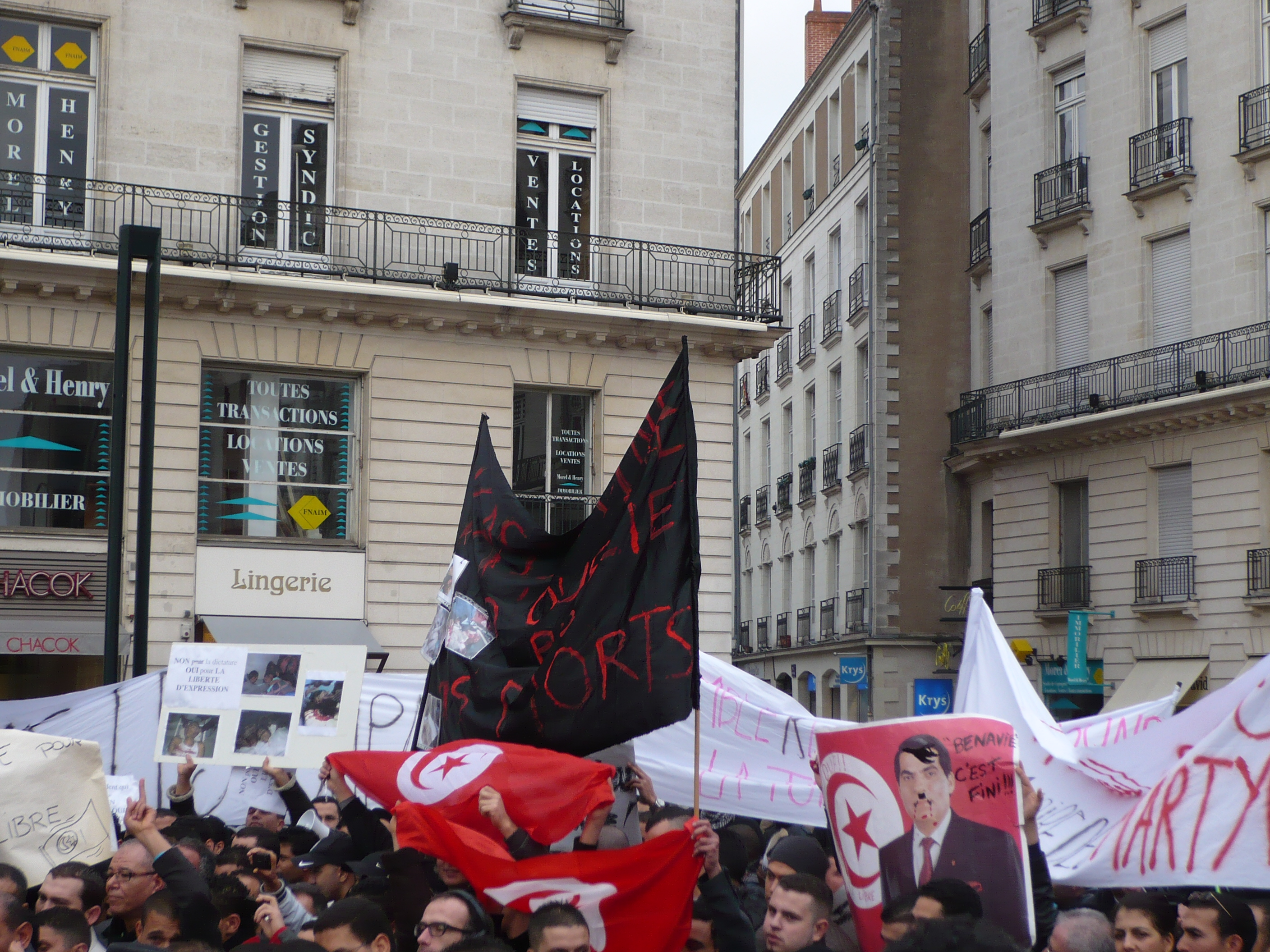
支持茉莉花革命的群眾在法國南特的街頭示威抗議

- 法国总统尼古拉·萨科齐表示「只有對話才能帶來民主和持久地解決當前的危機」[97]。法國社會黨第一書記馬丁·阿布里（Martine Aubry）則建議法國政府採取更嚴厲的方式看待突尼斯政府[98]。2010年1月24日，巴黎的國家檢察官辦公室宣布，將開始調查本·阿里所持有的資產[99]。
- 伊朗議會議長阿里·賈尼（علی اردشیر لاریجانی，Ali Larijani ）贊同突尼西亞人民透過抗議來「恢復自己的權利」。他還指責一些西方國家對於突尼西亞的同情是「假裝的」[100]。
- 真主黨總書記哈桑·纳斯鲁拉表示聲援示威抗議的群眾，理由是：「抗議活動將趕走舊有制度，且能保持與以色列的和平狀態。」[101]
- 利比亞領導人穆阿迈尔·卡扎菲1月16日在利比亞國家電視台的一次公開講話中談及本·阿里和茉莉花革命：「你（本·阿里）蒙受了巨大的損失，且對突尼西亞沒有幫助。突尼西亞，發達的國家，是一個旅遊景點，但現在成為蒙面分子的獵物，遭受火災及暴力的威脅。」[102] 他還指責WikiLeaks「愚弄突尼西亞人民，並製造混亂」[103]。
- 摩洛哥外交部發表聲明，表示與突尼西亞人民「團結一心」，並希望突尼西亞能儘快恢復和平[104]。
- 瑞士當局表示，他們已經凍結本·阿里在瑞士的銀行帳戶[105]。
- 英國外交及聯邦事務大臣威廉·海格譴責暴力，並呼籲突尼西亞能「迅速恢復法律和秩序，約束各方，有序的走向自由和公正的選舉，並立即擴大政治自由」[97]。緊急包機也將突尼西亞的英國公民載回國[106]。
- 美國總統巴拉克·歐巴馬稱讚突尼西亞人民的勇氣、用抗議來維護自己的尊嚴。他敦促所有各方保持冷靜，避免暴力狀況發生[107]。他還呼籲突尼斯政府尊重人權和在未來舉行自由公正的選舉[108]。在2011年國情咨文中，歐巴馬引用了茉莉花革命來表示對於民主的支持[109][110]。
- 菲律賓外交部發表聲明，菲律賓當局正「密切注意突尼西亞臨時政府成立後的事態發展」，還表示支持突尼西亞人民的意願，並敦促各方儘快恢復平靜，來準備「自由、公平和透明」的選舉[111]。

### 對其他國家的影響

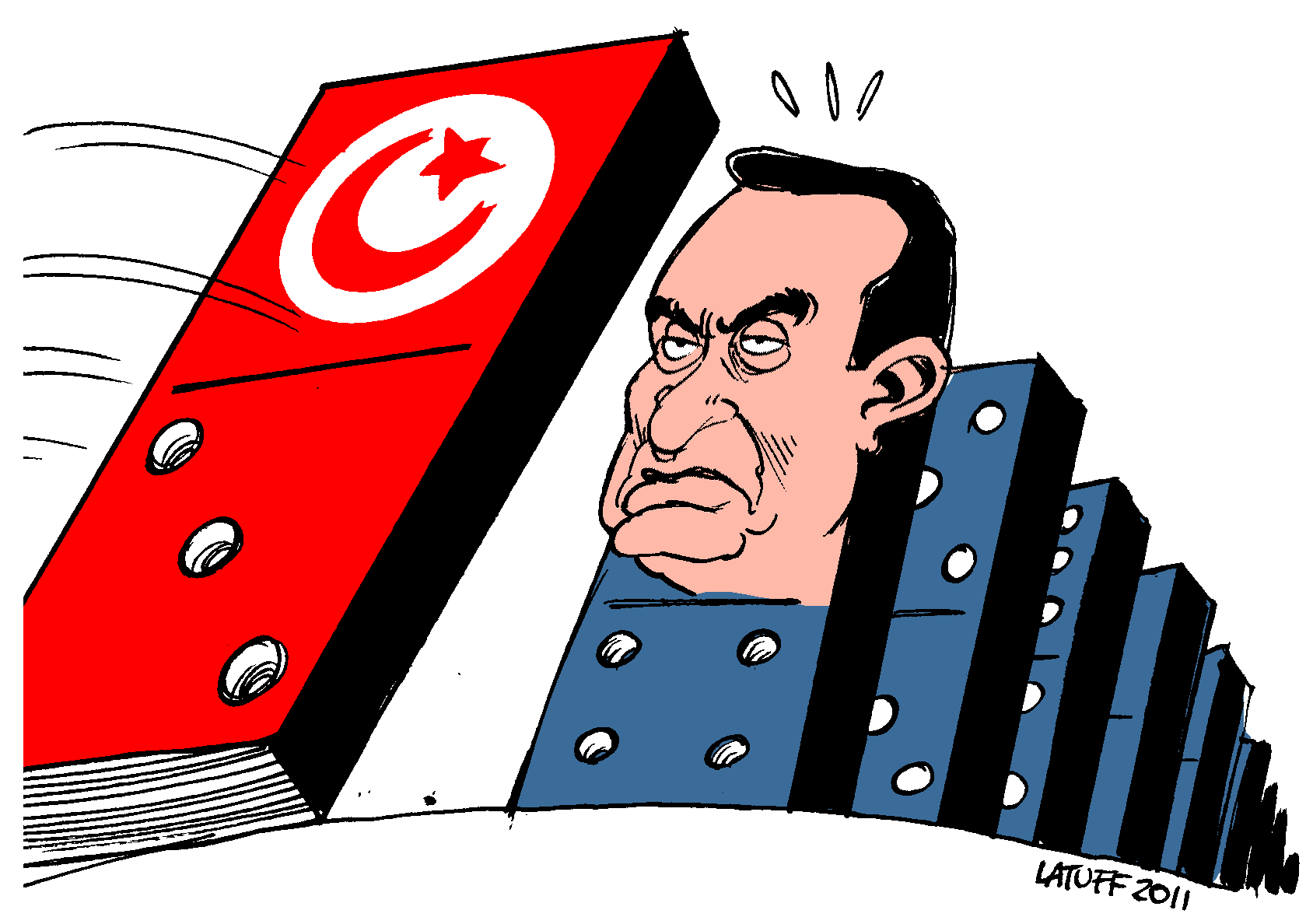
一個描繪埃及總統穆罕默德·胡斯尼·穆巴拉克受到突尼西亞的骨牌效應影響的政治漫畫。
由卡洛斯·拉特福所繪

布瓦吉吉的自焚與突尼西亞人民示威抗議的行動在中東地區及北部非洲引起廣泛的模仿及回響。埃及的時任總統胡斯尼·穆巴拉克30年的政權被推翻；鄰國利比亞也從零星的街頭示威抗議演變成內戰 ，並導致多國對該國進行空襲；巴林、葉門及阿爾及利亞也傳出大規模警民衝突事件。

## 延伸閱讀
- Alexander, Christopher. . New York: Routledge. 2010. ISBN 9780415274210.

## 外部連結
- （英文）Facebook如何幫助茉莉花革命的推動及使本·阿里23年的政權倒台 （页面存档备份，存于）
- （英文）胡安·柯爾: 突尼斯起義是一個民粹主義革命 （页面存档备份，存于） - 《民主現在!》（Democracy Now!）的視頻報告
- （英文）突尼西亞的反本·阿里運動：一個長期孕育的過程 Qantara.de
- （英文）推翻突尼西亞總統本·阿里：茉莉花和剛·斯莫克 Qantara.de
- （英文）茉莉花革命的專題報導 （页面存档备份，存于）